# Myotis fimbriatus
Myotis fimbriatus es una especie de murciélago de la familia Vespertilionidae.

## Distribución geográfica
Se encuentra en China.